# Lijst van voetbalinterlands Guyana - Nederlandse Antillen
Deze lijst van voetbalinterlands is een overzicht van alle officiële voetbalwedstrijden tussen de nationale teams van Guyana en de Nederlandse Antillen. De landen speelden zeven keer tegen elkaar. De eerste ontmoeting, een kwalificatiewedstrijd voor  de Caribbean Cup 1990, werd gespeeld in Georgetown op 20 mei 1990. Het laatste duel, een kwalificatiewedstrijd voor de Caribbean Cup 2010, vond plaats op 15 oktober 2010 in Paramaribo (Suriname).

## Wedstrijden
| № | Plaats     | Datum            | Competitie                          | Wedstrijd                     | Uitslag |
| - | ---------- | ---------------- | ----------------------------------- | ----------------------------- | ------- |
| 1 | Georgetown | 20 mei 1990      | Caribbean Cup 1990 kwalificatie     | Guyana − Nederlandse Antillen | 1 − 1   |
| 2 | Georgetown | 10 mei 1991      | Caribbean Cup 1991 kwalificatie     | Guyana − Nederlandse Antillen | 4 − 0   |
| 3 | Georgetown | 27 juli 2002     | CONCACAF Gold Cup 2003 kwalificatie | Guyana − Nederlandse Antillen | 2 − 1   |
| 4 | Willemstad | 11 augustus 2002 | CONCACAF Gold Cup 2003 kwalificatie | Nederlandse Antillen − Guyana | 1 − 0   |
| 5 | Willemstad | 8 september 2006 | Caribbean Cup 2007 kwalificatie     | Nederlandse Antillen − Guyana | 0 − 5   |
| 6 | Paramaribo | 30 oktober 2009  | Vriendschappelijk                   | Guyana − Nederlandse Antillen | 1 − 0   |
| 7 | Paramaribo | 15 oktober 2010  | Caribbean Cup 2010 kwalificatie     | Nederlandse Antillen − Guyana | 2 − 2   |

## Samenvatting
| Competitie                     | Totaal gespeeld | Winst Guyana | Gelijk | Winst Ned. Ant. | Doelsaldo Guyana – Ned. Ant. |
| ------------------------------ | --------------- | ------------ | ------ | --------------- | ---------------------------- |
| CONCACAF Gold Cup-kwalificatie | 2               | 1            | 0      | 1               | 2 − 2                        |
| Caribbean Cup-kwalificatie     | 4               | 3            | 1      | 0               | 13 − 3                       |
| Vriendschappelijk              | 1               | 1            | 0      | 0               | 1 − 0                        |
| Totaal                         | 7               | 5            | 1      | 1               | 16 − 5                       |

GFF · A-internationals · Olympisch elftal · Guyaans vrouwenelftal
Amerikaanse Maagdeneilanden ·
Anguilla ·
Antigua en Barbuda ·
Aruba ·
Bahama's ·
Barbados ·
Belize ·
Bermuda ·
Bolivia ·
Cambodja ·
Costa Rica ·
Cuba ·
Dominica ·
Dominicaanse Republiek ·
El Salvador ·
Ethiopië · 
Grenada ·
Guatemala ·
Haïti ·
India ·
Indonesië ·
Jamaica ·
Kaaimaneilanden ·
Kaapverdië ·
Mexico ·
Montserrat ·
Nederlandse Antillen ·
Panama ·
Puerto Rico ·
Saint Kitts en Nevis ·
Saint Lucia ·
Saint Vincent en de Grenadines ·
Suriname ·
Trinidad en Tobago ·
Turks- en Caicoseilanden ·
Verenigde Staten
NAVU · A-internationals · Nederlands-Antilliaans vrouwenelftal · Olympisch elftal
Antigua en Barbuda ·
Aruba ·
Bahama's ·
Barbados ·
Bermuda ·
Colombia ·
Costa Rica ·
Cuba ·
Denemarken ·
Dominicaanse Republiek ·
El Salvador ·
Grenada ·
Guatemala ·
Guyana ·
Haïti ·
Honduras ·
Jamaica ·
Kaaimaneilanden ·
Mexico ·
Nederland ·
Nicaragua ·
Panama ·
Puerto Rico ·
Saint Lucia ·
Saint Vincent en de Grenadines ·
Suriname ·
Trinidad en Tobago ·
Venezuela · 
Verenigde Staten